# Ampelisca eschrichti
Ampelisca eschrichti är en kräftdjursart som beskrevs av Henrik Nikolai Krøyer 1842. Ampelisca eschrichti ingår i släktet Ampelisca och familjen Ampeliscidae. Inga underarter finns listade i Catalogue of Life.